# Misanthropic Tendencies
Misanthropic Tendencies  ist ein Jazzalbum von Felix Henkelhausen. Die wohl um 2020 in den Blackbird Music Studios in Berlin entstandenen Aufnahmen erschienen am 26. November 2021 auf dem Label Blackbird Music.

## Hintergrund
Seit sich Felix Henkelhausen 2019 mit einem Septett in rbbKultur vorstellte, wird der Bassist zu den Aktivposten der Berliner Jazzszene gezählt. Als Mitglied von Slavin/Henkelhausen/Merk erhielt er 2020 den Neuen Deutschen Jazzpreis, mit dem Quintett von Peter Gall 2021 den BMW Welt Jazz Award. In dieser Zeit stellte Henkelhausen ein eigenes Quintett zusammen, zu dem zwei Bläser der Berliner Szene gehören, der Holzbläser Wanja Slavin, mit dem er in den beiden erwähnten Gruppen zusammenarbeitete, und der Blechbläser Uli Kempendorff. Die Rhythmusgruppe wird ergänzt von Elias Stemeseder (Piano, Keyboards) und Leif Berger (Schlagzeug).

## Titelliste
- Felix Henkelhausen Quintet – Misanthropic Tendencies (Blackbird Music BR202158)[2]

1. Tom Has a Big Brain	7:17
2. Eyelid	3:43
3. Tag Brechen	4:05
4. Deranged Particles	4:08
5. Lullaby for Our Future Generations	4:05
6. Sketch #5	4:50
7. Solo	1:45
8. Misanthropic Tendencies	5:48
9. Plastic Plants and Random Events	4:50

Die Kompositionen stammen von Felix Henkelhausen.

## Rezeption

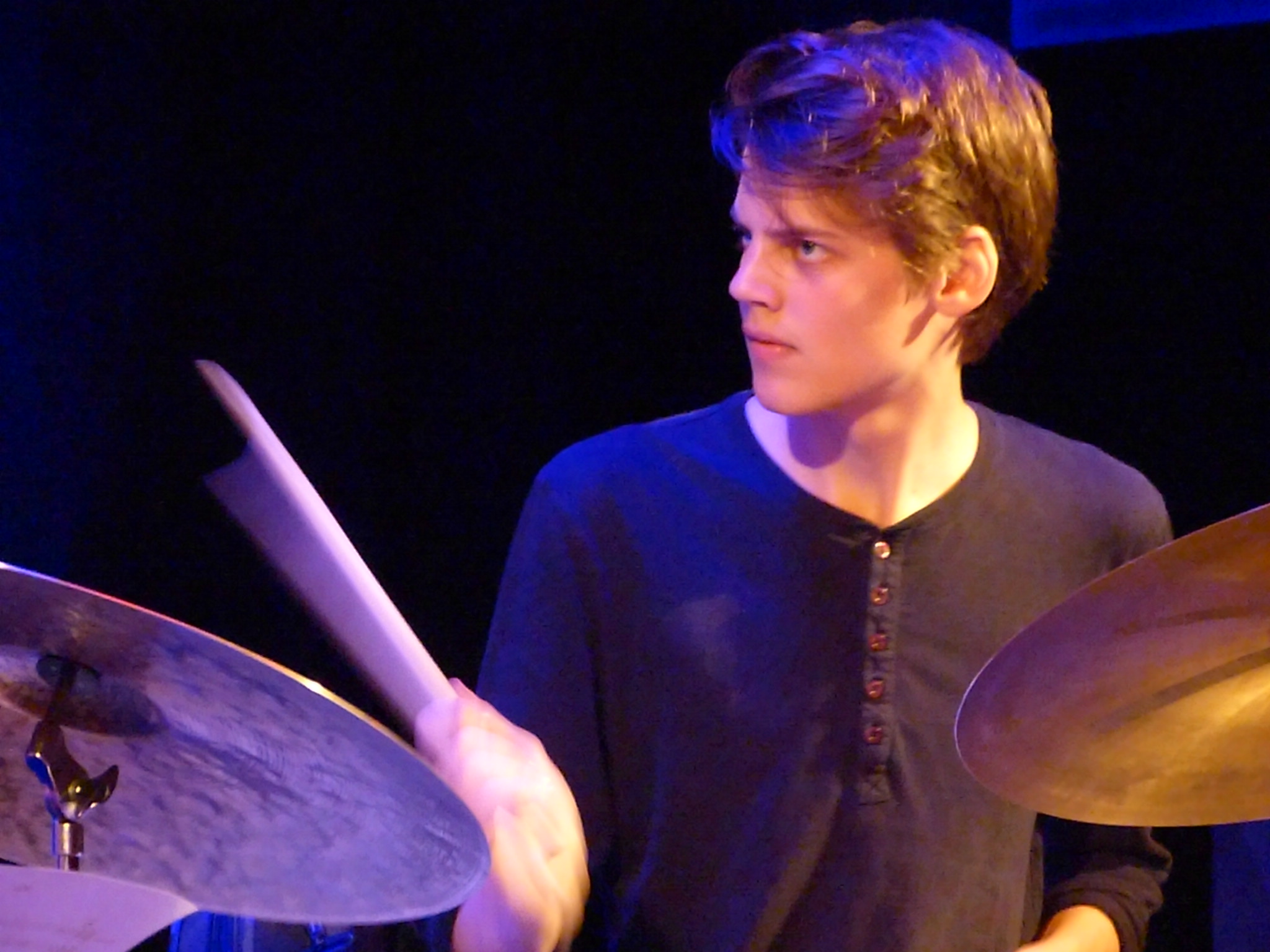
Leif Berger mit der Band Annamarie Ursula (2015)

Dass die „Ballung von Talent“ auf dem Album zu keinem konventionellen Ergebnis führen würde, wäre durchaus zu erwarten, meinte Hans-Jürgen Schaal in Jazz thing. Höchst delikat balanciere dieses Quintett durch Henkelhausens Stücke – mit kunstvoll geführten, oft sphärischen Bläserlinien und holprigen oder zerfaserten Rhythmen am Rand zur Auflösung. Diese Musik sei tonal sperrig, rhythmisch raffiniert und zuweilen geradezu verstörend. „Selten gab es ein Debütalbum, das so gekonnt aufs Ganze ging. Ein Meisterwurf.“
Was für eine klassisch freie Musik, urteilte Martin Hufner (Neue Musikzeitung), der sich allerdings mit Misanthropic Tendencies auch schwertat. Der Autor lobte die „kräftige Würzung mit feinen Noten“, verbunden mit brodelnden Mengen von Klang und Rhythmus mit subtilster, akrobatisch gefädelter Statik, die dennoch stabil bleibe. Zugleich sei hier ein Risiko solch „kluger“ Musik zu beobachten: sie verkapsele sich manchmal zu sehr in sich selbst, so dass sie sich im Wege stehe.